# 弯毛孔岩草
弯毛孔岩草（学名：Kungia schoenlandii）也称狭穗瓦松，为景天科孔岩草属下的一个种。